# Nakkerud Station
Nakkerud Station (Nakkerud stasjon) er en tidligere jernbanestation på Randsfjordbanen, der ligger i byområdet Nakkerud i Ringerike kommune i Norge.
Stationen åbnede 1. oktober 1874, seks år efter at strækningen mellem Vikersund og Hønefoss stod færdig. Stationen var bemandet indtil 1. januar 1971, hvor den blev nedgraderet til trinbræt med læssespor. Stationsbygningen, der var opført i træ efter tegninger af Georg Andreas Bull, blev revet ned i 1992, hvorefter passagerne måtte tage til takke med et læskur. Betjeningen med persontog ophørte 7. januar 2001, men stationen fremgår stadig af Jernbaneverkets stationsoversigt.